# NGC 468
NGC 468 (również IC 92 lub PGC 4780) – galaktyka spiralna (S0-a), znajdująca się w gwiazdozbiorze Ryb. Odkrył ją John Herschel 22 listopada 1827 roku.
Według nowszych ustaleń obiekt NGC 468 z katalogu NGC może być błędnie zapisaną przez Herschela obserwacją galaktyki NGC 472 (PGC 4833), a nie galaktyką PGC 4780.